# Florin Purece
Florin Flavius Purece (Arad, 6 novembre 1991) è un calciatore rumeno, centrocampista dell'Unirea Slobozia.

## Carriera
Ha giocato nella massima serie dei campionati rumeno, israeliano e polacco.